# Sepak takraw

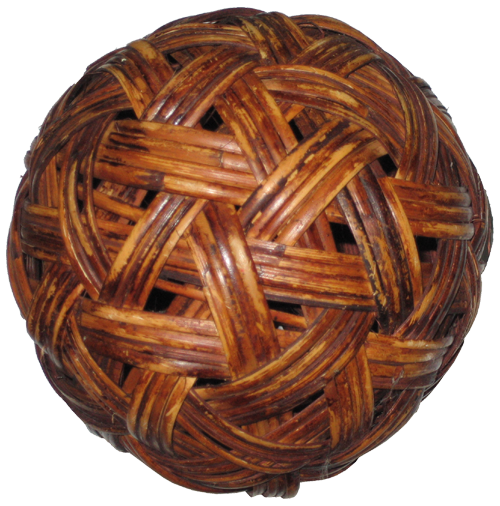
En sepak takraw-boll, gjord av rotting.

Sepak takraw är en lagsport som liknar volleyboll där man använder fötterna, knäna, bröstet eller huvudet för att vidröra bollen. Spelet har sitt ursprung i Sydostasien, och är populärt i Thailand, Kambodja, Malaysia, Laos, Filippinerna och Indonesien.  
Man spelar vanligtvis bäst av tre  eller fem set. 
Världsmästarskap i Sepak takraw spelas varje år och sedan 1990 ingår  sporten i de asiatiska spelen.
En variant av sporten fanns redan tidigt på 1400-talet i Malaysia och Thailand.

## Regler

Spelplan.

Sepak takraw spelas på en spelplan med två halvor med måtten 13,4 gånger 6,1 meter som delas av ett upphöjt nät. Bollen som används i sporten är ofta tillverkad av rotting eller plast. Lagen, som kallas regu utgörs av tre spelare vardera och spelas tills ett av lagen fått 21 poäng. När ett av lagen har vunnit åtta poäng byter de sida. Om ställningen i matchen skulle vara 21–20, fortsätter matchen till dess att ett av lagen fått två poängs målskillnad, dock högst till 25 poäng. Man spelar bäst av tre set och om lagen står lika efter två set avgörs den i "tiebreak" som spelas till 15 poäng med två poängs skillnad och förlängning till högst 17 poäng om lagen är lika.